# Антонов, Адалберт
Адалберт Кандов Антонов (болг. Адалберт Кандов Антонов; 10 декабря 1909, Малчика, Плевенская область — 4 декабря 1942, София) — болгарский врач-ветеринар, деятель Движения Сопротивления в Болгарии, один из руководителей Рабочего молодёжного союза в годы Второй мировой войны. Известен под псевдонимом Малчика.

## Биография
Родился 10 декабря 1909 в селе Лажене. В 1929 году поступил на ветеринарный факультет Софийского университета. Был активным членом Рабочего молодёжного союза и Болгарского общенародного студенческого союза. На третьем курсе был исключён как деятель коммунистического сообщества. Быстро занял место в руководстве болгарских коммунистов. Неоднократно арестовывался полицией.
Один из организаторов Движения Сопротивления, секретарь ЦК РМС. За свою деятельность заочно приговорён к смертной казни осенью 1942 года. Арестован в конце ноября полицией, приговор приведён в исполнение 4 декабря 1942.
В память об Антонове было переименовано село Лажене, в котором он родился, в Малчику.